# Caeneressa obsoleta
Caeneressa obsoleta là một loài bướm đêm thuộc phân họ Arctiinae, họ Erebidae.